# إلهام الغريسي
إلهام الغريسي لاعبة كرة يد تونسية.

## مواضيع ذات صلة
منتخب تونس لكرة اليد للسيدات